# Туман войны (фильм)
«Туман войны: Одиннадцать уроков из жизни Роберта Макнамары» (англ. The Fog of War: Eleven Lessons from the Life of Robert S. McNamara) — документальный фильм режиссёра Эррола Морриса, вышедший на экраны в 2003 году. Лента получила признание критиков и отмечена рядом наград, включая премию «Оскар». В 2019 году она была включена в Национальный реестр фильмов.

## Сюжет
Фильм повествует о жизни и деятельности американского политика и бизнесмена Роберта Макнамары. Основное внимание уделяется нескольким периодам его карьеры: службе в армии во время Второй мировой войны; работе в топ-менеджменте компании Ford; деятельности на посту министра обороны в администрациях президентов Джона Ф. Кеннеди и Линдона Б. Джонсона (в особенности — участию в Карибском кризисе и Вьетнамской войне).
Лента основана на двадцати часах интервью с Макнамарой, записанных Эрролом Моррисом. На основе высказываний политика режиссёр сформулировал одиннадцать положений («уроков»), которые озвучиваются по ходу фильма:
1. Стремитесь понять вашего врага (англ. Empathize with your enemy).
2. Разум нас не спасёт (англ. Rationality alone will not save us).
3. Всегда есть скрытые мотивы (англ. There's something beyond one's self).
4. Максимизируйте эффективность (англ. Maximize efficiency).
5. Пропорциональность должна быть главным принципом войны (англ. Proportionality should be a guideline in war).
6. Собирайте информацию (англ. Get the data).
7. Наши мнения и представления часто неверны (англ. Belief and seeing are both often wrong).
8. Будьте готовы пересмотреть свои соображения (англ. Be prepared to reexamine your reasoning).
9. Чтобы добиться чего-то хорошего, вам, возможно, придётся совершить зло (англ. In order to do good, you may have to engage in evil).
10. Никогда не говори никогда (англ. Never say never).
11. Вы не можете изменить человеческую природу (англ. You can't change human nature).

## Награды и номинации
- 2003 — премия Национального совета кинокритиков США за лучший документальный фильм.
- 2004 — премия «Оскар» за лучший документальный фильм.
- 2004 — премия «Независимый дух» за лучший документальный фильм.
- 2004 — номинация на премию Гильдии режиссёров США за лучшую режиссуру документального фильма (Эррол Моррис).
- 2004 — номинация на премию «Спутник» за лучший документальный фильм.